# Place Gilbert-Gaillard
La place Gilbert-Gaillard ou sous sa forme abrégée Place Gaillard (Plaça Galhard en occitan) est une place située à Clermont-Ferrand, à proximité directe du centre historique.

## Situation et accès
La place Gilbert-Gaillard est située dans le centre-ville de Clermont et forme en partie une lisière du centre historique de la ville. Elle se trouve au carrefour de l'avenue des États-Unis, de la rue du 11-Novembre et de la rue Saint-Pierre au sud, des rues Fontgiève, de la Sainte-Rose et de la Michodière à l'ouest, de la rue André-Moinier à l'est et de la rue Sainte-Claire au nord.

## Origine du nom
Son nom lui a été donnée en hommage à Gilbert Gaillard (1843-1898) maire de la ville de 1880 à 1884.

## Historique
L'actuelle place Gilbert-Gaillard se voit être placée sur le tracé de l'ancien rempart médiéval de la cité de Clermont et les parties externes de ce dernier, marquant ainsi le début du faubourg, notamment celui de Fontgiève,.

## Bâtiments remarquables et lieux de mémoire

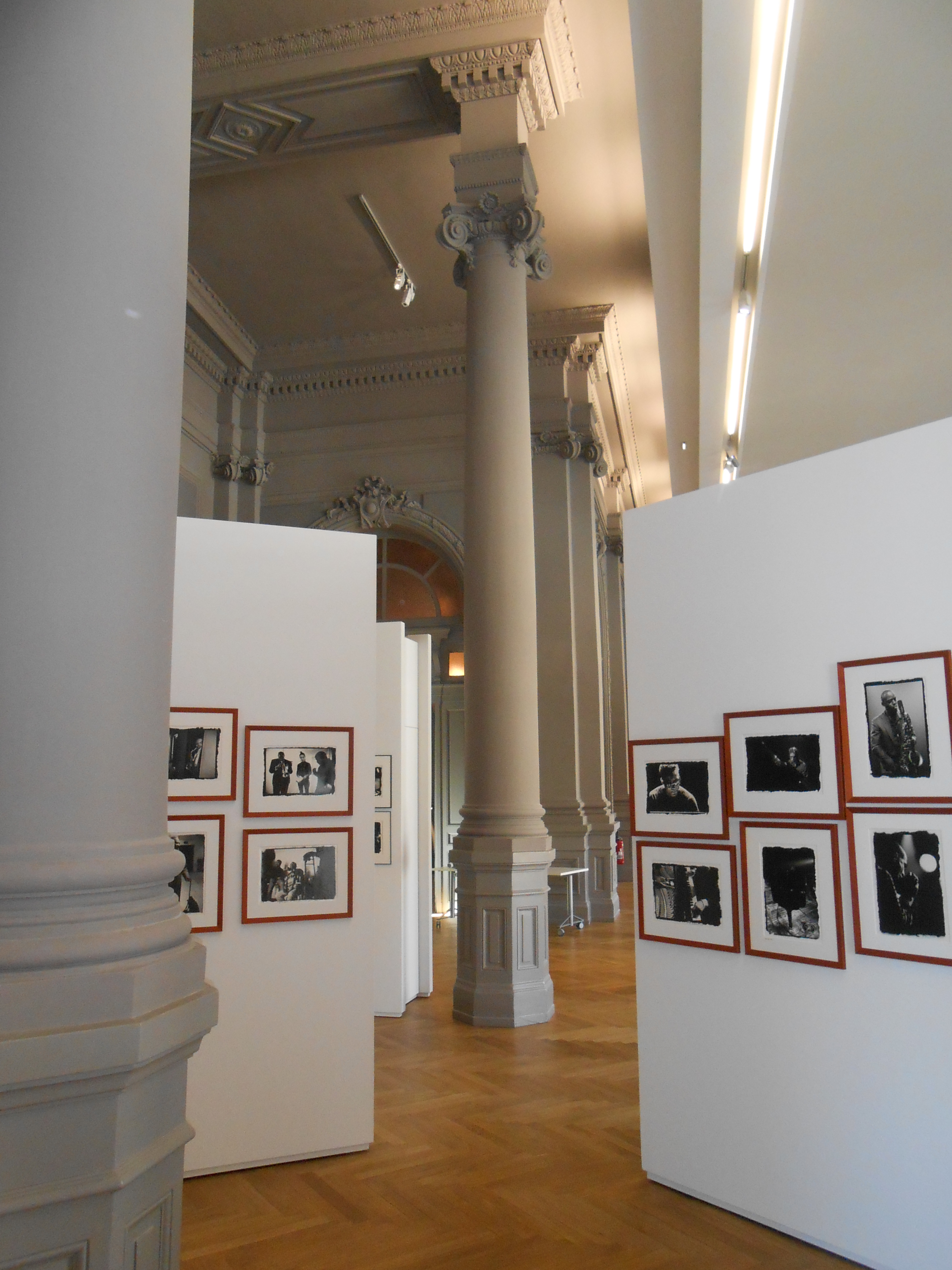
Salle Gilbert-Gaillard. Exposition de l'œuvre photographique de Michel Vasset au sein du cadre du 30e festival international Jazz en tête (octobre 2017).

Un espace muséographique nommé salle Gilbert-Gaillard existe au sein d'un bâtiment des XVIIIe et XIXe siècles. Ce lieu accueille de nombreuses expositions et œuvres d'artistes.